# Dijkot
Dijkot é uma cidade do Paquistão localizada na província de Punjab.